# Attica Locke
Attica Locke, född  1974 i Houston, Texas, är en amerikansk författare och manusförfattare utbildad på Northwestern University.  
Attica Locke har arbetat som manusförfattare åt olika produktionsbolag i Los Angeles.